# Correio dos Açores
O Correio dos Açores é um periódico diário português publicado na ilha de São Miguel.

## História
O periódico teve a sua génese no jornal "República", fundado em 1910 pelos partidários do novo regime em Ponta Delgada. O republicano Francisco Luís Tavares foi Director desse jornal e, passados nove anos, em 1 de Maio de 1920, junto com o monárquico Dr. José Bruno Tavares Carreiro fundou o "Correio dos Açores", mantendo a mesma linha editorial:
"(…) patentear ao público a orientação das novas autoridades e a sua motivação perante os sucessivos problemas, derivados do evoluir nacional e internacional."
Era um momento de grande efervescência ideológica da Primeira República Portuguesa, nomeadamente no contexto do final da Primeira Guerra Mundial.
O periódico foi o órgão da imprensa açoriana que mais se empenhou na "Campanha Autonomista de 1924-1928", tornando-se numa tribuna onde se encontravam todas as correntes de opinião, e os seus editores congregavam em torno de si boa parte das elites açorianas. Entre os seus colaboradores, destacaram-se os autonomistas Aristides Moreira da Mota e Montalverne Sequeira, o então diretor José Bruno Carreiro, e colaboradores nas ilhas, como Luís da Silva Ribeiro e Alfredo Mendonça (na ilha Terceira) ou o músico Francisco Lacerda (ilha de São Jorge), e no Continente, como Luís Ataíde e Linhares de Lima (Lisboa).
O grupo de pessoas congregado em torno deste periódico organizou, em 1924, a chamada "Visita dos Intelectuais" ao arquipélago. Do mesmo modo contribuiu para o Decreto Autonomista de 16 de fevereiro de 1928, que perspectivava uma pequena descentralização de serviços na Junta Geral do Distrito Autónomo de Ponta Delgada. Ainda nesse contexto, lançou um apelo à Madeira conclamando a aproximação aos ideias autonomistas, a que a imprensa madeirense prontamente respondeu "A Madeira quer".
Posteriormente, diante da ascensão do Estado Novo, defendeu a unidade e autonomia açoriana.
Foi através da mobilização da opinião pública em suas páginas que se montou o Primeiro Congresso Açoriano (1938), "para delinear o projeto de unidade das ilhas".
No contexto da Revolução dos Cravos, a sede do periódico foi ocupada, em 1975, pelos trabalhadores, que viriam a tornar-se sócios do jornal, adquirido em 1976 por um grupo de pessoas em que se incluía Américo Natalino Viveiros, seu atual diretor.